# Močioci (Stari Grad)
Pour les articles homonymes, voir Močioci.

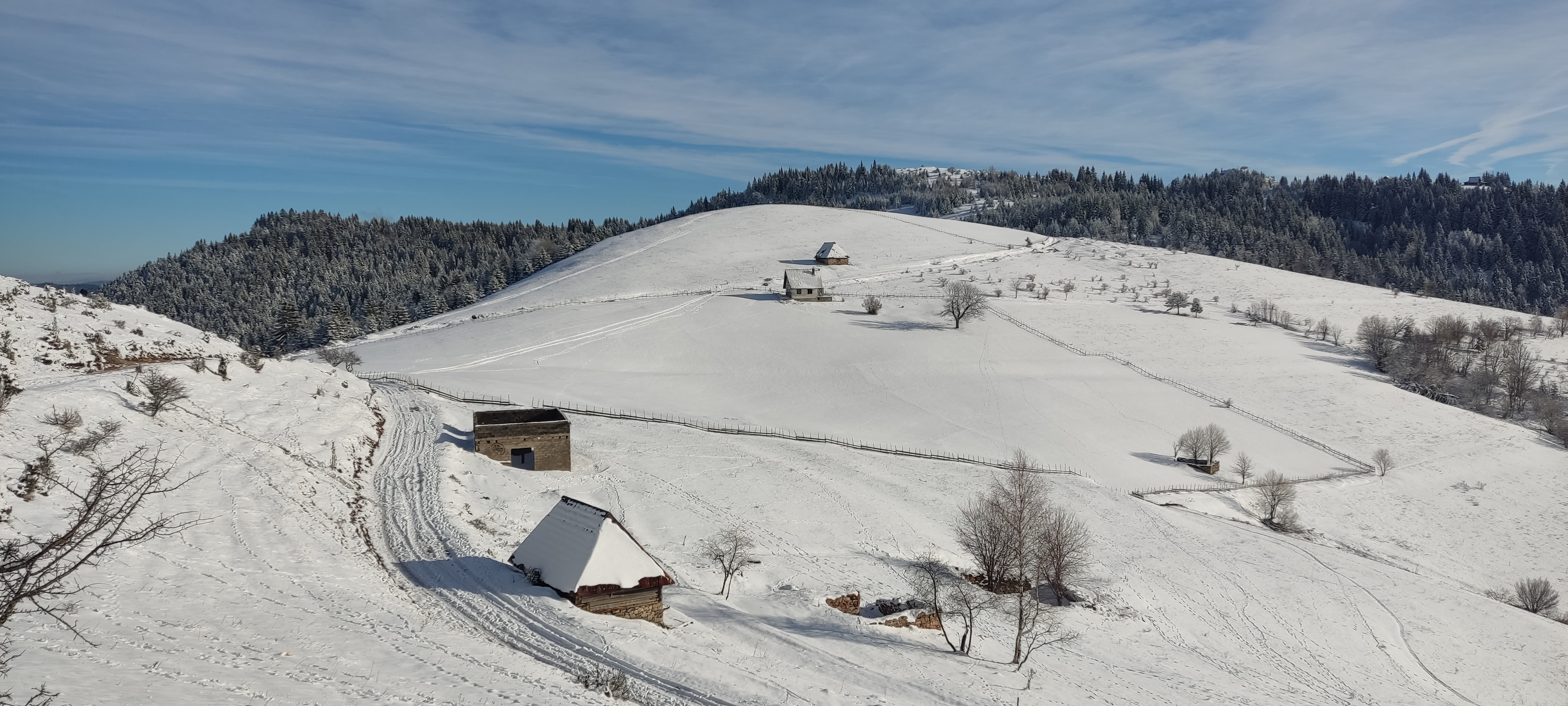

Močioci (en serbe cyrillique : Мочиоци) est un village de Bosnie-Herzégovine. Il est situé dans la municipalité de Stari Grad, dans le canton de Sarajevo et dans la fédération de Bosnie-et-Herzégovine. Selon les premiers résultats du recensement bosnien de 2013, il abrite une population inférieure ou égale à 10 habitants.

## Histoire
Sur le territoire du village se trouvent les nécroples de Donji Močioci, qui abritent 61 stećci (un type particulier de tombes médiévales) et 15 nişans (stèles ottomanes) ; cet ensemble est inscrit sur la liste des monuments nationaux de Bosnie-Herzégovine.

## Démographie

### Évolution historique de la population dans la localité
| 1948 | 1953 | 1961 | 1971 | 1981 | 1991 | 2013 |
| ---- | ---- | ---- | ---- | ---- | ---- | ---- |
| -    | -    | 351  | 210  | 133  | 74   | ≤ 10 |

|  |

### Répartition de la population par nationalités (1991)
En 1991, les 74 habitants du village étaient tous serbes.